# Maître de la Vie de Marie d'Aix-la-Chapelle
Le maître de la Vie de Marie d'Aix-la-Chapelle  (aussi appelé parfois maître des Panneaux d'Aix-la-Chapelle ou maître des Tables d'Aix-la-Chapelle) est un peintre  de l'École de Cologne  qui a  travaillé dans le dernier tiers du XVe siècle à Aix-la-Chapelle et peut-être à Cologne. 

## Nom de convention
Son nom de convention fait référence à une de ses œuvres. Comme le maître du Retable d'Aix-la-Chapelle et le maître de la Vie de Marie, il appartient au groupe de peintres qui, au tournant du XVIe siècle, ont été principalement actifs à Cologne et étaient encore imprégnés de la forme  du gothique tardif.

## L'Œuvre

### «Vie de Marie d'Aix-la-Chapelle»
L'œuvre qui a donné le nom de convention au peintre est appelée la  « vie de Marie d'Aix-la-Chapelle » ; elle a été réalisée vers 1485, en huile sur bois de chêne, 105 × 62,5 cm pour chaque volet. Aujourd'hui, l'œuvre se trouve dans le trésor de la cathédrale d'Aix-la-Chapelle.
Les panneaux appartiennent au maître-autel de l'abside du chœur gothique de la cathédrale d'Aix-la-Chapelle et servaient de volets à la Pala d’oro ottonienne, qui formait à l'époque le centre d'un retable. Lorsque les volets sont fermés, les panneaux extérieurs des ailes montrent au milieu une  Vierge à l'Enfant et Charlemagne agenouillé qui présente le modèle de la cathédrale d'Aix-la-Chapelle à l'Enfant Jésus. À gauche et à droite on voit debout les saints Leopardus et Blaise de Sébaste.
L'intérieur des volets présente huit scènes de la vie de la Vierge groupées par paires, l'une au dessus de l'autre, typologiquement liées les unes aux autres. Dans le registre supérieur, et de gauche à droite, on voit la Naissance de Marie, la Visitation de la Vierge Marie, l'Annonciation et la rencontre de  Joachim et Anne à la Porte Dorée. Dans la rangée inférieure : L'Homme de douleurs rencontre sa mère, l'Assomption de Marie, la Présentation de Jésus au Temple et l'entrée de Marie au temple.

### Style

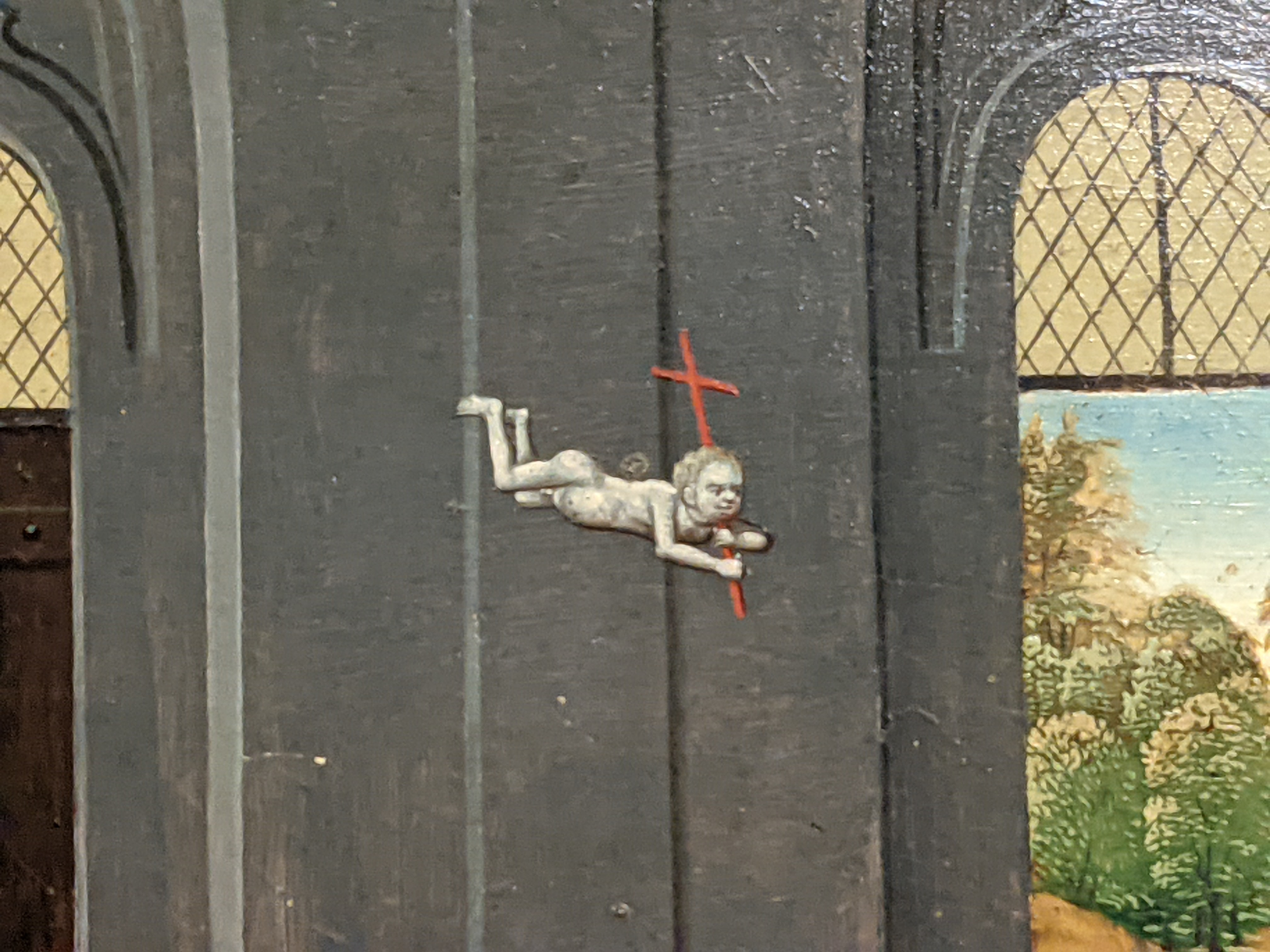
Détail dans le panneau de l'Annonciation.

Les personnes sont représentées comme contemporaines du peintre. Les scènes témoignent de la richesse des détails et les couleurs sont pures et lumineuses. Le paysage et l'architecture reflètent une atmosphère chaleureuse et contemporaine. Des détails tels que le croissant de lune turc sur un bâtiment en forme de dôme en arrière-plan de la rencontre entre Anne et Joachim ou la représentation d'un éléphant dans le tableau de l'Homme de douleurs rencontrant sa mère, montrent la tentative de l'artiste d'utiliser des traits orientaux pour indiquer les lieux réels des scènes, à savoir la Terre sainte. Une autre singularité est la représentation, dans le panneau de l'Annonciation, de l'enfant Jésus sous la forme d'un homoncule portant une croix.
Les panneaux montrent que le peintre d'Aix-la-Chapelle a basé la conception des personnages ou du retable sur le modèle du Maître de la Vie de Marie, qui travaillait à Cologne ; certains de ses panneaux, comme la Rencontre à la Porte Dorée, la Visitation ou la Présentation de Marie au Temple ont des similitudes très fortes ; toutefois, ses physionomies et ses personnages sont plus linéaires et les volumes témoignent d'une préférence pour une représentation plus objective et en même temps plus vivante.

### Autres œuvres connues

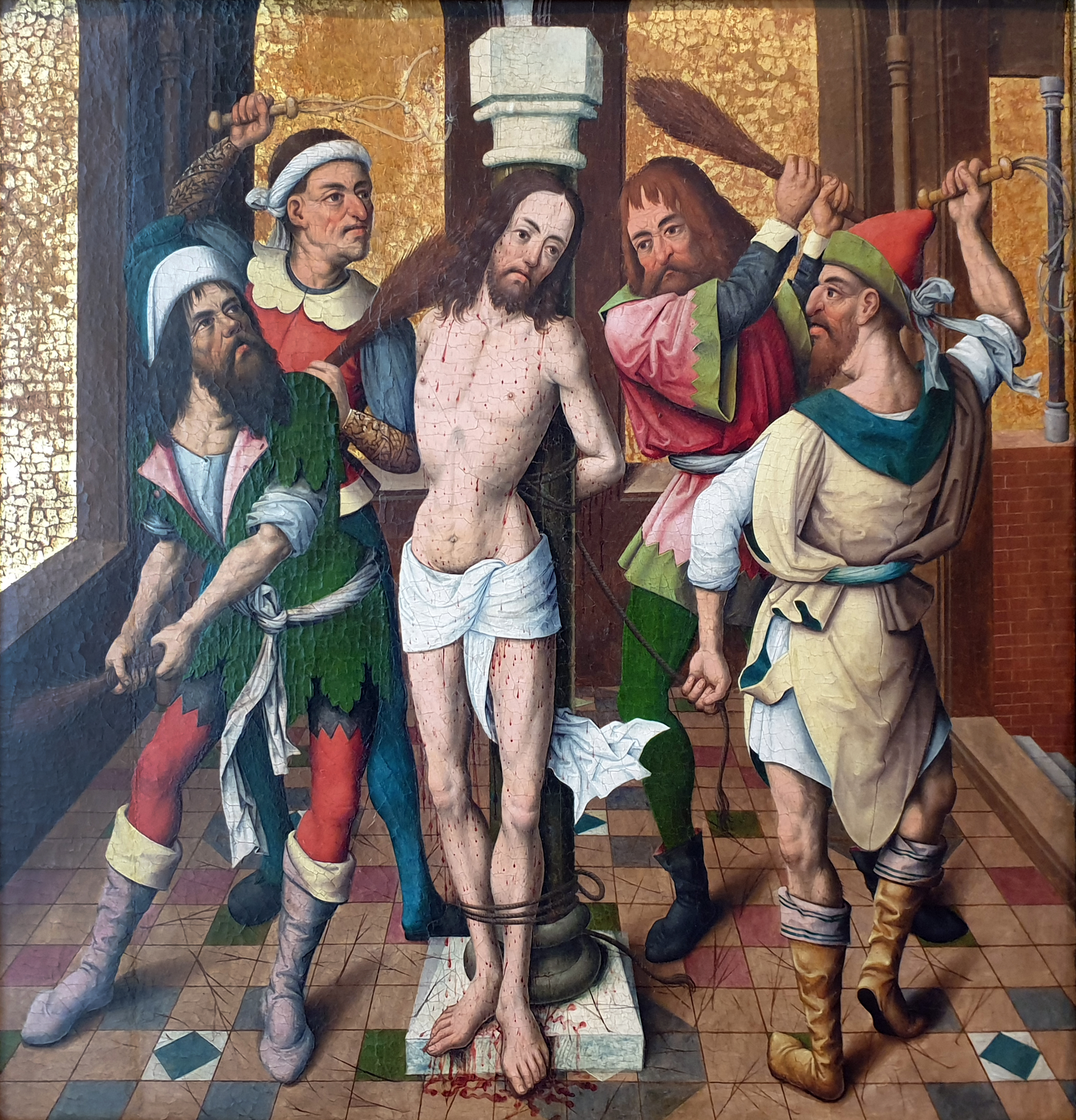
Flagellation (vers 1490).

- Crucifixion, vers 1465, huile sur toile, 120 × 90 cm, Wallraf-Richartz-Museum & Fondation Corboud, Cologne.
- Flagellation, vers 1490, Pavillon de chasse de Grunewald.
- Saint Pierre avec l'archevêque Hermann IV de Cologne comme donateur, vers 1480, partie d'un diptyque ou triptyque, huile sur chêne, Rheinisches Landesmuseum Bonn.